# Nicol Goudarzi

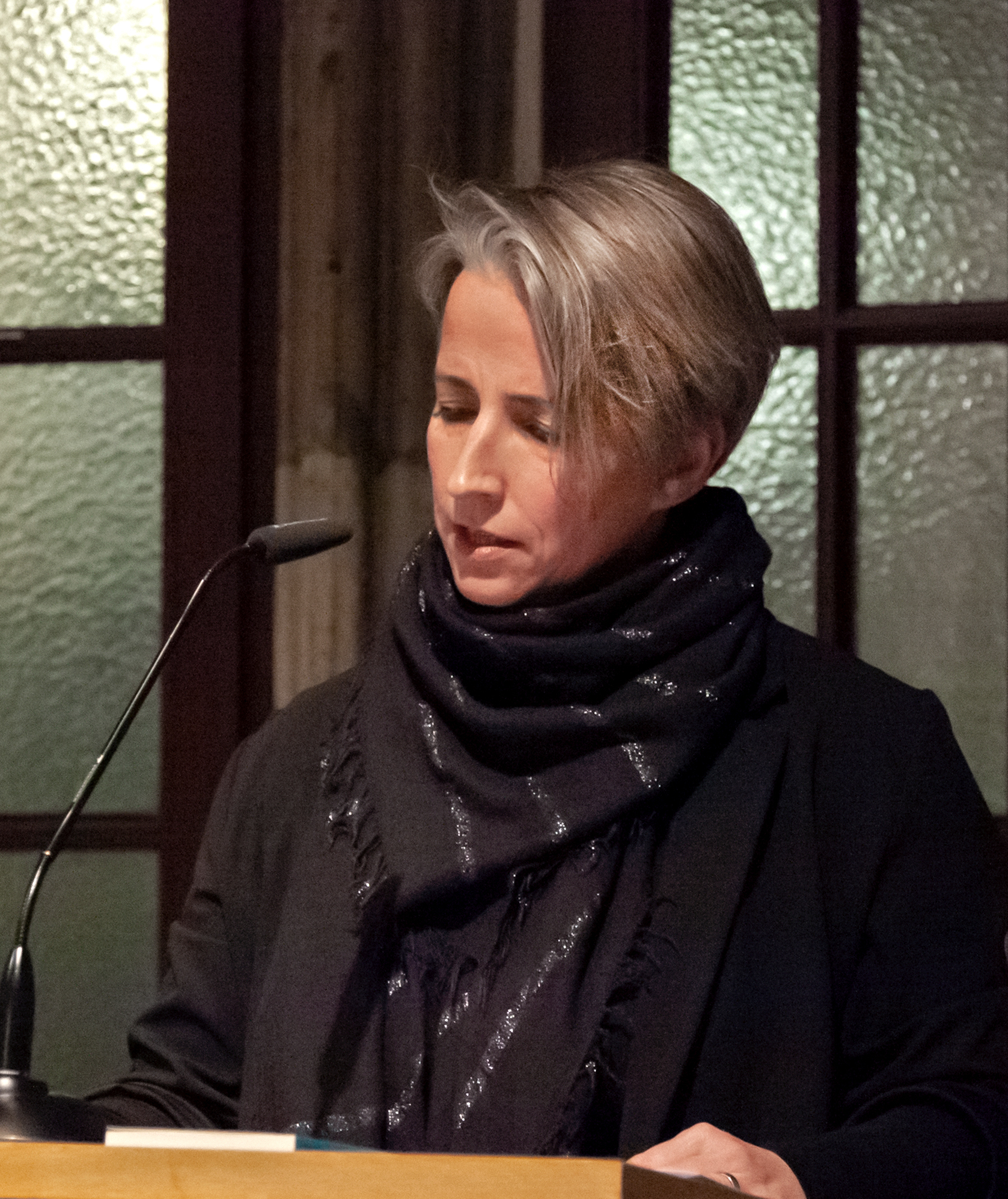
Nicol Goudarzi im Literaturhaus Köln 2022

Nicol Goudarzi (geborene van der Meulen; * 1976 in Engelskirchen) ist eine deutsche Pädagogin und Schriftstellerin.

## Leben und Wirken
Nach ihrem Abitur am Aggertal-Gymnasium Engelskirchen lebte und arbeitete sie zunächst in London, bevor sie an der Universität zu Köln Sonderpädagogik studierte. Sie promovierte zum Thema „Unterstützte Kommunikation und Englisch als Fremdsprache“.
Neben ihrer Tätigkeit als Lehrerin und Fachleiterin studierte sie Literarisches Schreiben und Kulturjournalismus an der Akademie Faber-Castell in Nürnberg-Stein mit Abschluss Master of Advanced Studies.
Sie entwickelte das Format der „Basalen Aktionsgeschichten“ als barrierefreien und immersiven Bildungs- und Literaturzugang für Menschen mit schwerer Behinderung. Das Thema Barrierefreiheit ist auch in ihrem Roman „Maximal unsichtbar“ zentrales Thema, sowohl inhaltlich als auch bezogen auf die Art der Veröffentlichung, da sie den Roman zusätzlich in Einfacher Sprache verfasste und als Hörbuch einsprach.
Im Auftrag der Akademie der kulturellen Bildung des Bundes und des Landes NRW konzipierte sie die Qualifizierungsreihe „Inklusive Literaturpädagogik“. Im Fokus stehen hierbei die Nutzung und Gestaltung von literaturpädagogischen Angeboten als inklusive Begegnungsräume, in denen gezielt Barrieren ermittelt und verringert und damit literarische Zugänge und Aktionen ermöglicht werden.
Nicol Goudarzi veröffentlicht sowohl pädagogische Fachbücher als auch Prosa, Lyrik und szenische Texte.
Sie ist u. a. Mitglied im Bundesverband Leseförderung (BVL), im PEN-Zentrum Deutschland, in der Europäischen Vereinigung von Autorinnen und Autoren Die Kogge, im Verband deutscher Schriftstellerinnen und Schriftsteller (VS) und in der GEDOK.

## Werke (Auswahl)

### Prosa
- Nicol Goudarzi: Kein Bilderbuch. In: Christiane Rath, Roberto di Bella (Hrsg.): Paradiese. Köln 2021 (paradiese.koeln – Katalog zur gleichnamigen multimedialen Ausstellung).
- Maximal unsichtbar. Jugendroman. von Loeper Literaturverlag, Karlsruhe 2022, ISBN 978-3-86059-712-5.
- Maximal unsichtbar. Jugendroman in einfacher Sprache. von Loeper Literaturverlag, Karlsruhe 2022, ISBN 978-3-86059-713-2.
- Beinarbeit. In: Regiona Schleheck (Hrsg.): Grenzerfahrungen erzählen. Neue Kurzprosa für die Sekundarstufe II. Reclam, Stuttgart 2022, ISBN 978-3-15-015091-7, S. 36–40.

### Lyrik
- Unsicherheitshinweise. In: Corona, Pest und Cholera - Seuchen im Spiegel der Literatur. Bergmoser + Höller Verlag, Aachen 2022, ISSN 1431-0716.
- ab:schluss. In: SteinZeiten oder die Konsistenz der Bewegung. Pop-Verlag, Ludwigsburg 2022, ISBN 978-3-86356-450-6.
- rauschkulisse. In: Axel Kutsch (Hrsg.): Versnetze_15. Deutschsprachige Lyrik der Gegenwart. Verlag Ralf Liebe, Weilerswist 2022, ISBN 978-3-948682-36-1, S. 131.
- brief:sendung. In: Axel Kutsch (Hrsg.): Versnetze_15. Deutschsprachige Lyrik der Gegenwart. Verlag Ralf Liebe, Weilerswist 2022, ISBN 978-3-948682-36-1, S. 131.

### Hörbuch, Hörspiel, Theater
- Raketenreise. Sensorisches Mitmachtheater für Kinder. UA Kinderkrankenhaus Porz am Rhein: 24. Mai 2014.
- Autorenweltshop. Ein Dramolett. Gewinnertext des Autorenwelt-Wettbewerbs „Rum und Ähren“. In: Federwelt, Zeitschrift für Autorinnen und Autoren. Nr. 128, Februar 2018, ISBN 978-3-932522-86-4.
- Japanische Melange. Eine Veedelskomödie | Eine Multioptionstragödie. Bonn: Plausus Theaterverlag, 2017. UA: 30. September 2016, Theater Klapperkasten, Köln.
- „Lyrik und Prosa blinder Autor*innen – Eine Audiolesung“ (03/2021). Mit Pilar Baumeister, Paula Grimm & Bernd Kebelmann. Moderation: Nicol Goudarzi. Redaktion & Postproduktion: Roberto Di Bella.Köln 2021. Verfügbar auf Soundcloud.
- Vertrackt! – Ein Sportdramolett. UA 27. Mai 2022, Dellbrückentag Köln.
- Maximal unsichtbar. Hörbuch. Gelesen von der Autorin. Regie: Florian Bald. Produktion: Fabian Finsterer, Basementstudio Berlin 2023. Verfügbar bei diversen Streamingdienste.
- Blind? - Ein episodisches Hörspiel nach Motiven von Pilar Baumeister. Mit den Stimmen von Cornelia Waibel, Richard Barenberg, Vera Teltz, Dirk Talága u. a. Regie: Florian Bald. Produktion: Fabian Finsterer, Basementstudio Berlin 2024.

### Pädagogische Monographien und Artikel
- (als Nicol van der Meulen): Englisch als Fremdsprache für unterstützt kommunizierende Schülerinnen und Schüler. Ein Modellentwurf zum Englischerwerb unter Nutzung der Unterstützten Kommunikation. Südwestdeutscher Verlag für Hochschulschriften, Saarbrücken 2009, ISBN 978-3-8381-0483-6.
- Basale Aktionsgeschichten. Erlebnisgeschichten für Menschen mit schwerer Behinderung. von Loeper Literaturverlag, Karlsruhe 2015, ISBN 978-3-86059-244-1.
- Basale Aktionsgeschichten. Eine Reise um die Welt. Erlebnisgeschichten für Menschen mit schwerer Behinderung. von Loeper Literaturverlag, Karlsruhe 2017, ISBN 978-3-86059-246-5.
- Basale Aktionsgeschichten - Ein Zugang zur Literatur für Lernende mit schwerster Behinderung. In: Lernen Konkret. Förderschwerpunkt Geistige Entwicklung. Ausgabe 2/2019 (Juni), Westermann Verlag, Braunschweig 2019.
- Literatur erfahrbar machen – Die Abenteuer des Odysseus als Basale Aktionsgeschichte. In: blind ‐ sehbehindert. Zeitschrift für das Blinden‐ und Sehbehindertenbildungswesen im deutschsprachigen Raum. Heft 1/2020, Bentheim Verlag, Würzburg, ISSN 0176-7836, S. 365–372.
- Literatüröffner – Planungshilfen für barrierefreie Literaturevents. In: Federwelt, Zeitschrift für Autorinnen und Autoren. Nr. 144, Oktober 2020, ISBN 978-3-96746-005-6, S. 11–13.
- Das sensorische Sachenmachbuch. Wahrnehmungsunterstützte Spiel- und Lernideen. von Loeper Literaturverlag, Karlsruhe 2022, ISBN 978-3-86059-252-6.
- Maximal unsichtbar im Unterricht. Materialien, Ideen und Anregungen zum Einsatz des Romans als Unterrichtslektüre. von Loeper Literaturverlag, Karlsruhe 2023, ISBN 978-3-86059-714-9.
- Kulturelle Teilhabe ermöglichen – Wie ein literaturpädagogisches Zentrum für Menschen mit und ohne komplexe Behinderung entsteht. In: Imke Niediek, Markus Scholz, Jan M. Stegkemper (Hrsg.): Unterstützte Kommunikation mitten im Leben?! Ideen zu mehr kommunikativer Teilhabe in allen Lebensbereichen. Verlag selbstbestimmtes Leben, Düsseldorf 2023, ISBN 978-3-945771-32-7.
- Mehr als (Vor)Lesen – Literarische Zugänge für Kinder und Jugendliche mit komplexer Beeinträchtigung. In: Buch und Maus, Fachzeitschrift des Schweizerischen Institut für Kinder und Jugendmedien. 1/2024, ISSN 1660-7066.